# Cervejaria Canoinhense
A Cervejaria Canoinhense é provavelmente a cervejaria artesanal mais antiga do Brasil.[carece de fontes?] Fundada em 1908 pelo pai de Rupprecht Loeffler, Otto Loeffler. A Cervejaria Canoinhense produz cerveja e chope artesanais com receita que está na família a 5 gerações, seguindo a Reinheitsgebot - Lei da Pureza Alemã. Os tonéis de carvalho foram trazidos da Alemanha há mais de um século.
A produção é de cerca de 1500 garrafas por mês. Suas principais marcas são a escura Nó de Pinho e a clara Jahu. Produz também uma Malzbier, a bock Porter e a suave Mocinha. Junto à fábrica fica o bar que é tão antigo quanto a cervejaria, todo decorado com animais empalhados. Funciona só de dia.
O mestre cervejeiro Rupprecht Loeffler faleceu em 27 de fevereiro de 2011, aos 93 anos.

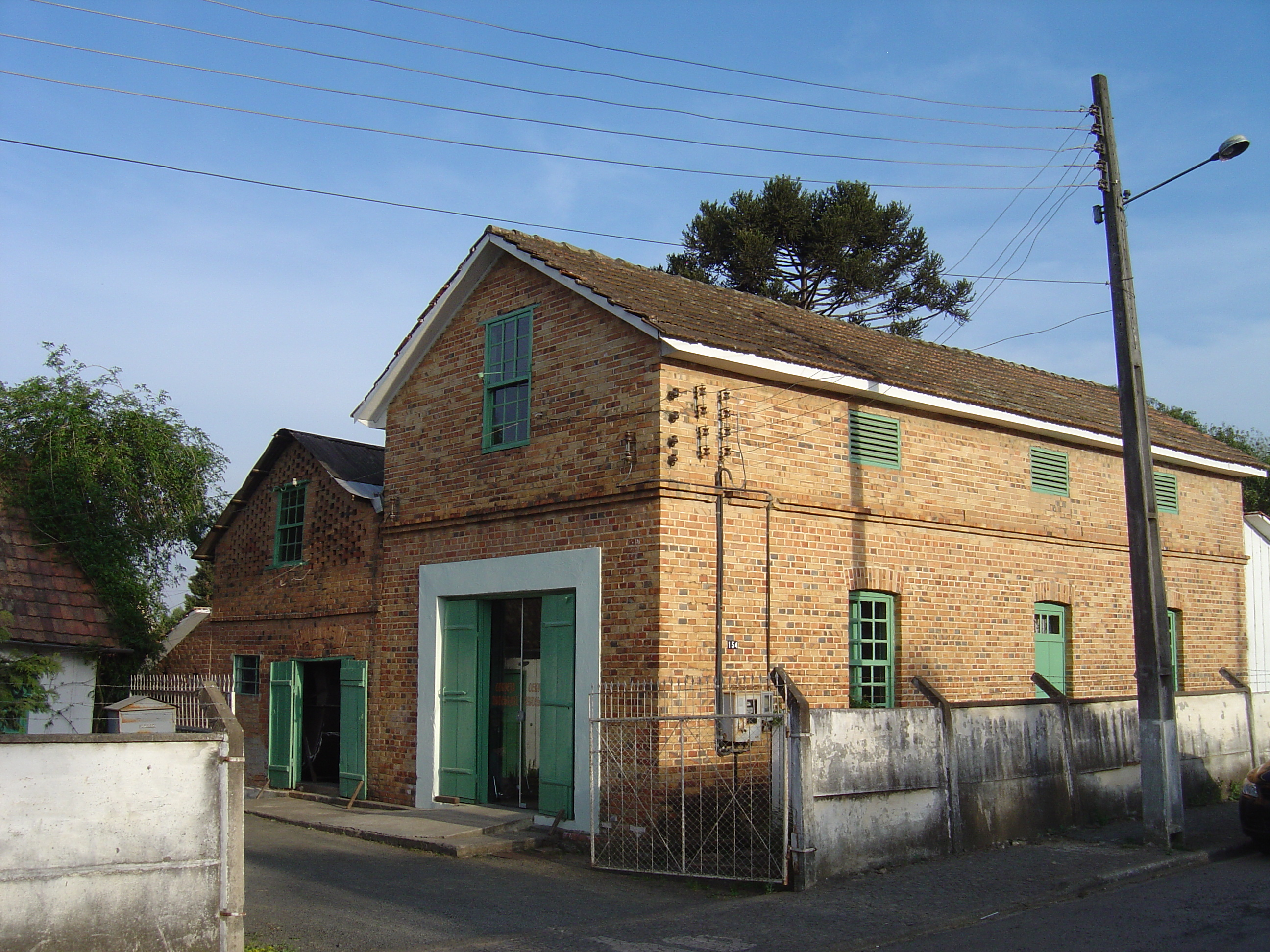
Cervejaria Canoinhense

## Tipos de cerveja fabricados

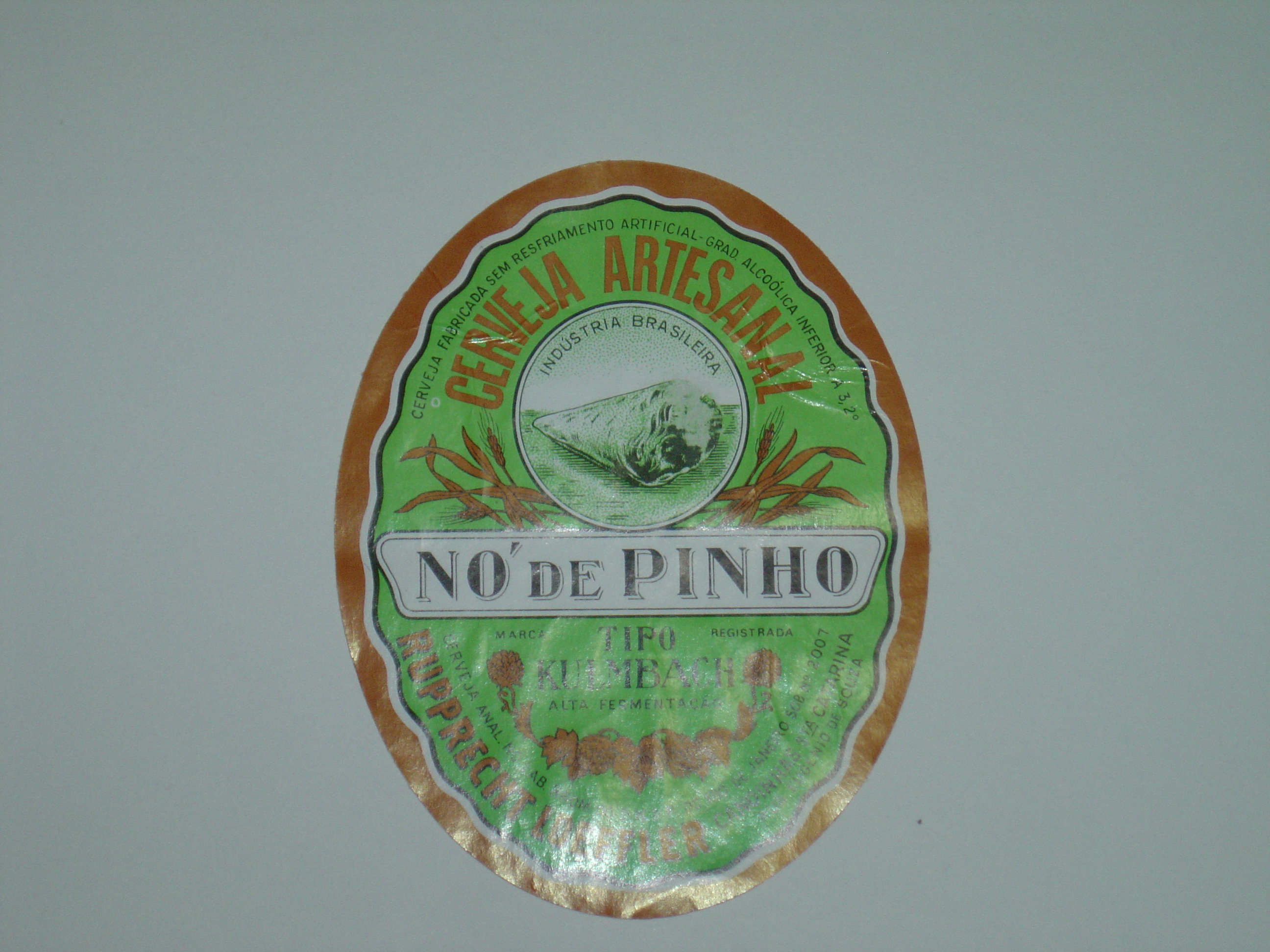
Cerveja Nó de Pinho

O nome "Nó de Pinho" foi adotado na época do governo Getúlio Vargas, nos anos 1930. Conta-se que em uma passagem das tropas de Getúlio por Canoinhas, tendo um ramal ferroviário passando em frente a cervejaria, soldados da tropa beberam e confraternizaram na cervejaria.
Ao indagarem o motivo do amontoado de "Nó de pinho" nas imediações da cervejaria, ouviram a resposta que era para fabricar cerveja...
De fato, servia para pré-cozimento e fermentação da cerveja... mas não como matéria prima, como ficou subentendido pelos militares...
Neste mesmo evento, as tropas foram-se embora e não pagaram a despesa. Conta-se que o Sr. Loeffler emitiu uma nota fiscal em nome de Getulio Vargas, e a mesma encontra-se até hoje aguardando o pagamento.
- Jahu
- Bock Porter
- Mocinha